# 1388
Пізнє Середньовіччя •  Відродження •  Реконкіста •  Ганза •  Столітня війна •  Велика схизма •  Монгольська імперія

## Геополітична ситуація
Державу османських турків очолює султан Мурад I (до 1389). Імператором Візантії є Іоанн V Палеолог (до 1391). Вацлав IV є королем Богемії та Німеччини. У Франції править Карл VI Божевільний (до 1422).
Апеннінський півострів розділений: північ належить Священній Римській імперії, середню частину займає Папська область, південь належить Неаполітанському королівству. Деякі міста півночі: Венеція, Піза, Генуя тощо, мають статус міст-республік. Триває боротьба гвельфів та гібелінів.
Майже весь Піренейський півострів займають християнські Кастилія і Леон, де править Хуан I (до 1390), Арагонське королівство, де править Хуан I Арагонський, та Португалія, де почав правити Жуан I Великий (до 1433). Під владою маврів залишилися тільки землі на самому півдні.
Річард II править в Англії (до 1400). Королем Швеції є Альбрехт Мекленбурзький (до 1389), у Норвегії та Данії владу утримує Маргарита I Данська. В Угорщині правлять Сигізмунд I Люксембург та Марія Угорська (до 1395). Королем польсько-литовської держави є Владислав II Ягайло (до 1434).
Руські землі перебувають під владою Золотої Орди та польсько-литовської держави. Триває війна за галицько-волинську спадщину між Польщею та Литвою.
У Києві княжить Володимир Ольгердович (до 1394). Володимирське князівство очолює московський князь Дмитро Донський.
Монгольська імперія займає більшу частину Азії, але вона розділена на окремі улуси. На заході євразійських степів править Золота Орда. У Семиріччі та Ірані владу утримує емір Тамерлан.
У Єгипті панують мамлюки, а Мариніди у Магрибі. У Китаї править династії Мін. Делійський султанат є наймогутнішою державою Індії. В Японії триває період Муроматі.
Цивілізація майя переживає посткласичний період. У долині Мехіко склалася цивілізація ацтеків. Почала зароджуватися цивілізація інків.

## Події
- Польсько-литовський король Ягайло поставив Скиргайла Ольгердовича намісником Литви.
- Під впливом лордів-апелянтів Безжальний парламент звинуватив усіх придворних англійського короля Річарда II в зраді, й вони були або страчені, або заслані. Річард II став маріонеткою лордів-апелянтів.
- Гларус з допомогою Швейцарської Конфедерації завдав поразки військам Габсбургів у битві під Нефельсом.
- Маргариту Данську офіційно проголошено регентом Норвегії. Водночас шведська знать надала їй титулу дами і покровительки Швеції на противагу чинному королю Альбрехту Мекленбурзькому.
- Шотландці завдали поразки англійцям у битві під Оттерберном.
- В Англії почалося переслідування послідовників Джона Вікліфа лолардів.
- У Франції король Карл VI вступив у повні права. Регентство Філіпа II Сміливого закінчилося.
- Ніцца перейшла під сюзеренітет савойського графа Амедея VII.
- Міланський правитель Джан Галеаццо Вісконті захопив Падую та Тревізо.
- Боснійці зупинили просування турків у битві поблизу Білича.
- Засновано Кельнський університет.
- Війська династії Мін завдали поразки монголам і знищили їхню столицю Каракорум.
- Постало Темниківське князівство.